# Molophilus chleuastes
Molophilus chleuastes är en tvåvingeart som beskrevs av Alexander 1961. Molophilus chleuastes ingår i släktet Molophilus och familjen småharkrankar. Inga underarter finns listade i Catalogue of Life.